# Идрия
Идрия (Idrija, Idria) — шахтёрский город, административный центр муниципалитета с тем же именем. Он находится в северо-западной части Словении, 60 км от Любляны.
Современный город возник в начале XVI века, после того, как местный крестьянин, поднимая ведро из колодца, заметил непривычную тяжесть и поблёскивание в воде: как оказалось, это была ртуть. Через некоторое время ртутные прииски Идрии стали составлять конкуренцию испанским приискам в Альмадене. Идрия являлась второй крупнейшей шахтой в мире (первое место занял Альмаден), в которой добывалось 13 % мирового количества ртути.
В 2010 году был создан Геопарк Идрия, представляющий богатое геологическое наследие Идрии. Геопарк имеет большое международное значение и был принят в сеть геопарков ЮНЕСКО.
В 2012 году ртутные копи Альмадена и Идрии с сопутствующей многовековой промышленной инфраструктурой были признаны ЮНЕСКО достоянием всего человечества как уникальное свидетельство эволюции горнорудного дела на протяжении 450 лет.
Идрия известна также своими кружевами и идрийскими жликрофами — традиционным блюдом Идрии.

## История

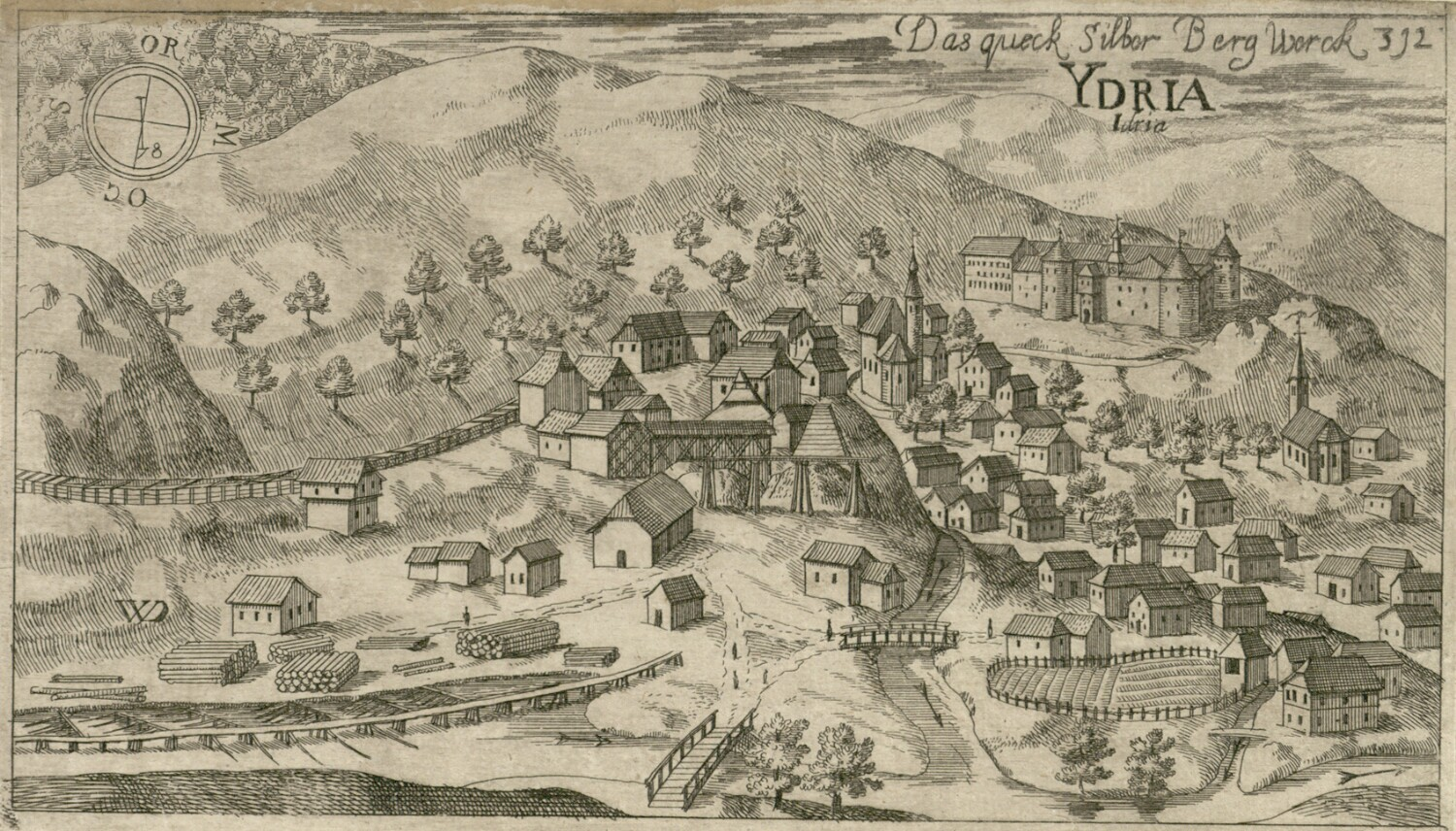
Идрия на гравюре Вальвазора (1679)

Идрия во многом обязана немецким шахтёрам в своём становлением как город и административный центр. Раньше там были только отдельные фермы, и только в 1500 году впервые установлено упоминание месторождения руды. Вскоре там поселились первые немецкие, итальянские и чешские шахтёры, но большого месторождения ртути не нашли до 22 июня 1508 года, когда была открыта большая ртутная жила. Из-за важности этого события в этот день отмечается День Идрии, а Святой Акакий, который именно в этот день празднует именины, стал покровителем идрийских шахтёров. В период с 1522 года по 1533 год был построен замок Геверкенег, в котором находились администрация шахты и склады ртути.
Объём продукции в шахте постепенно увеличивался на протяжении всего 16 века, но из-за споров частных владельцев не было инвестиций и дальнейшего развития. В 1575 году шахта перешла во владение дворянской семьи Габсбургов из Вены, что привело к развитию и модернизации шахты. В 17 веке Идрия официально стала городом. Доходы идрийской шахты покрывали 5 % расходов австрийского бюджета. Шахта расширялась и модернизировалась, годовой оборот шахты составлял 600—700 тонн ртути, а в шахте работало 1350 человек.

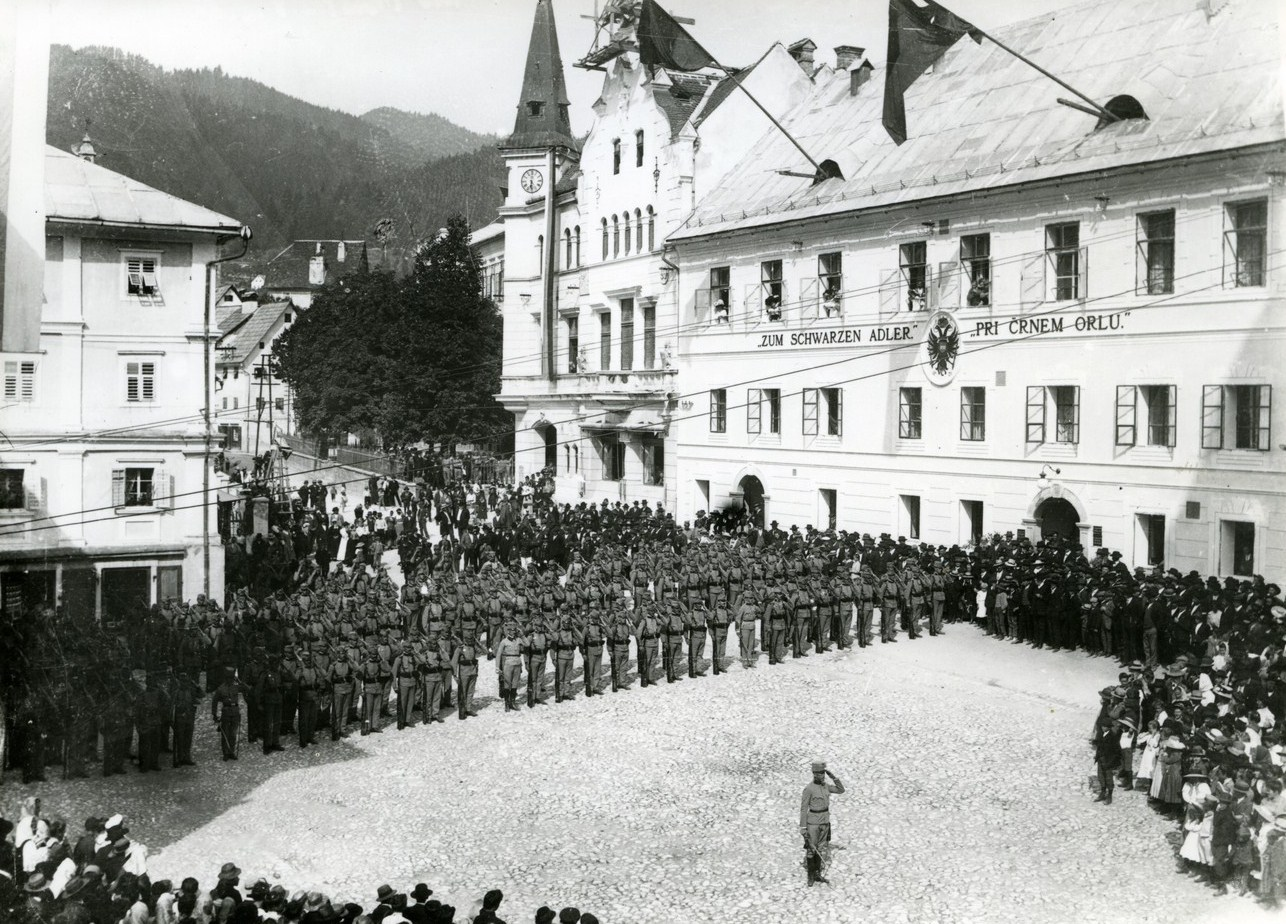
Смотр войска на площади во время Первой мировой войны

В конце 18 века Идрия стала вторым крупнейшим городом в Крайне (первое место занимала Любляна). В это время были построены новые здания театра и зернохранилища. В конце XVIII века в Идрии проживало 3600 жителей. В XIX веке и до Первой мировой войны шахта являлась одним из крупнейших предприятий в Австро-Венгрии. Во время Первой мировой войны и итальянской оккупации (1918—1943) производство снизилось, ещё хуже было во время немецкой оккупации (1943—1945).
После войны шахта была модернизирована в последний раз. Последний «золотой век» шахты начался в 1960-х годах, когда цены ртути на мировых рынках достигли самого высокого уровня. Но в середине 1970-х на рынке ртути начался кризис. Ртуть, использующуюся в амальгамации, медицине, военной и электронной промышленности, в производстве йода, хлора и красок, а также в науке, постепенно заменяли более экологически чистыми материалами. Когда в 1977 году шахта временно прекратила производство, это привело к большим изменениям в жизни людей, работающих в шахте, а также всего муниципалитета Идрии. Так как цены на ртуть не повысились, в 1987 году шахту навсегда закрыли.
В Идрии за 500 лет выкопали более 700 км штолен и добыли 13 % всей мировой продукции ртути до сегодняшнего дня — 107 000 тонн. Таким образом Идрия является второй крупнейшей шахтой по добыче ртути в мире.

## Экономика
Ещё до Второй Мировой войны Идрия была исключительно шахтёрским городом. Шахта являлась основным предприятием и все другие деятельности были связаны с развитием шахты. Женщины обычно не работали. Они заботились о семье и доме и плели на коклюшках. Из-за близости лесных массивов в городе успешно действовало также государственное лесное предприятие.
Первые годы после второй мировой войны были посвящены обновлению. После восстановления Идрии, хотя и довольно поздно, началась индустриализация. В 1963 году в Идрии возникло предприятие Коллектор. Когда в 1977 году шахта прекратила производство, в Идрии было уже несколько предприятий, которые могли принять рабочих, уволенных с работы в шахте.
Сегодня самыми большими предприятиями и заводами в Идрии являются Хидрия и Колектор. Из-за развитой промышленности в Идрии очень малая безработица. В 2010 году среди активных жителей муниципалитета было только 5,7 % зарегистрированных людей без работы.

## Транспорт
Через город проходит главная магистраль номер 102, которая соединяет Логатец (и центральную часть Словении) с Толмином и Бовцем. Идрия находится в 60-ти км от Любляны.

## Культура
Шахта в Идрии помогла в развитии образовательных и культурных учреждений. Шахтёрство способствовало появлению кружева в городе. В 1901 году в Идрии было основано первое словенское реальное училище, сегодня Гимназия Юрия Веги.
В Идрии сохранилось самое старое здание для театральной деятельности на территории Словении, построенное в 1769 году.
С 1953 года в Идрии действует городской музей, находящийся в замке Геверкенег. В музее представлена 500-летняя история Идрии и шахты ртути. Большое внимание уделено идрийскому кружеву и истории XX века. Можно также посетить вход в штольню Франчишки, камшт и дом шахтёра. В 90-х годах был открыт шахтёрский музей Антониев ров, который даёт возможность осмотреть бывшую шахту.
Военный музей представляет военную историю с 1900 по 1991 год, включает в себя первую и вторую мировые войны и войну за независимость Словении. В музее представлены оригинальные экспонаты: снаряжение военных, униформы, шапки, шлемы и ордена.
В Идрии находятся 3 галереи, в которых размещены временные выставки: Галерея Николая Пирната в замке Геверкенег, Галерея Святой Варвары в крипте бывшей церкви Святой Варвары и Галерея У чёрного орла на главной площади.
В 1665 году в Идрии был создан один из старейших духовых оркестров в Европе.

### Идрийские кружева

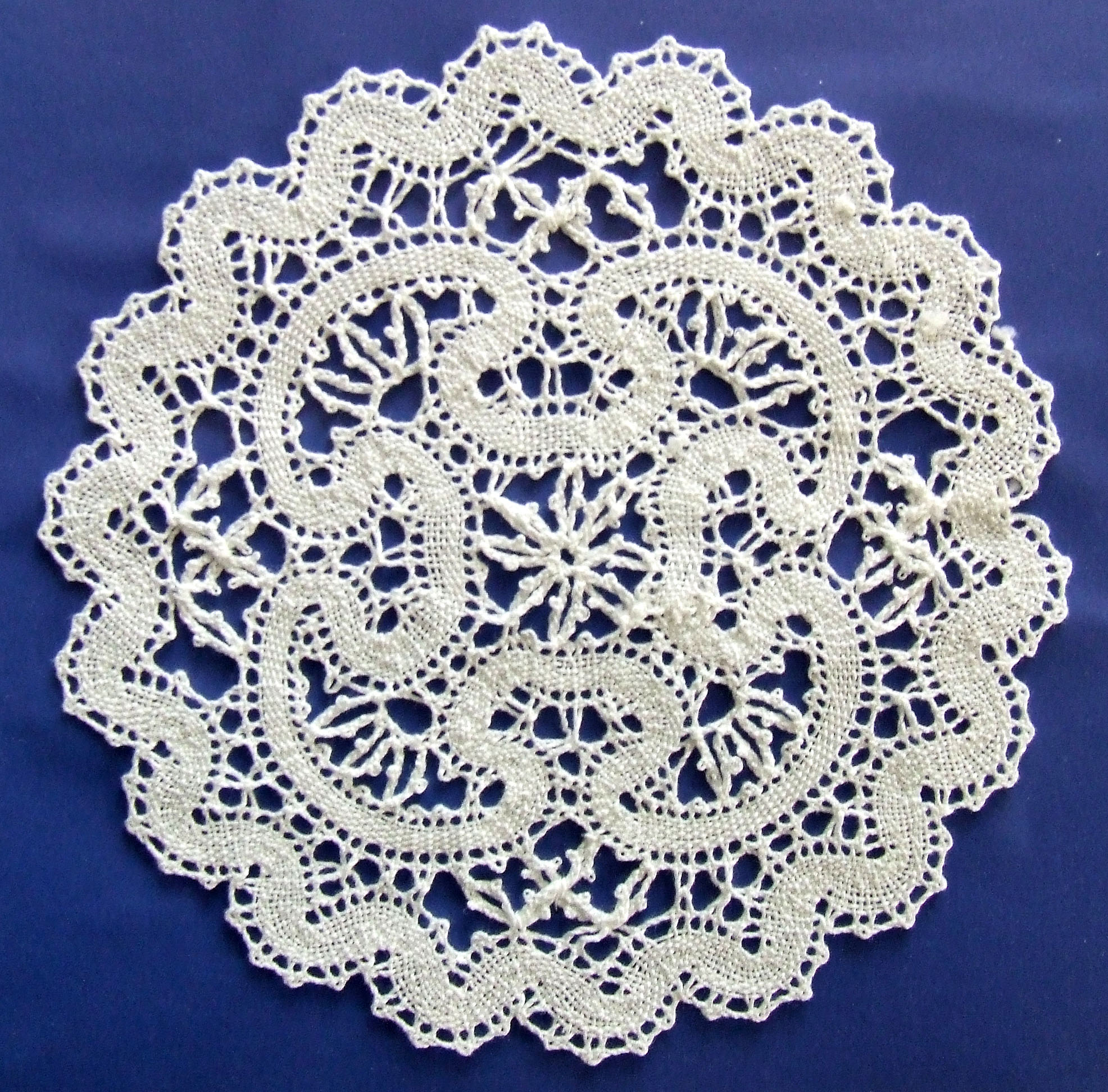
Идрийское кружево

Идрийское кружево — важная часть словенского культурного наследия. Кружево в Идрии началось развиваться в конце 17 века, когда женщины потеряли работу в шахте. В 1876 году была создана школа кружева под управлением Иванки Ферянчич. В Идрии каждый год устраивают фестиваль идрийского кружева, который обычно проводится во второй половине июня, одновременно с праздником Идрии, который отмечают 22 июня.
Для идрийского кружева характерна техника «рис» — лента, выполняется традиционно 6-8 парами коклюшек. Используется широкая лента (široki ris), бытовавшая в период Австро-венгерской Монархии и узкая лента (ozki ris), которая развилась под итальянским влиянием после Первой Мировой войны.

### Кулинария
В Идрии есть несколько типичных блюд. Знаменитые идрийские жликрофи, приготовленные из теста и наполненные начинкой из картошки, составляют традиционное угощение праздничного стола, которое часто присутствует в меню государственных мероприятий. Обычно они подаются с бакалцой — «соусом», как говорят в Словении, или рагу (если говорить по-русски) из молодой баранины и свежих овощей. Другие типичные блюда — зельшевка, оцвирковца, смукавц и штрукли.

## Спорт
Идрия предоставляет несколько возможностей для отдыха и развлечения. В летних месяцах очень популярная долина реки Идрийцы, где также возможно купаться. Регион подходящий для всех любителей охоты и рыбалки, а также грибников и собирателей трав.
Через Идрию проходит дорога веломарафона Франя. Уже несколько лет организованы гонки ралли, проходящие по улицам города и технически сложных скоростных этапах вокруг Идрии.

## Архитектура
- Антониев ров:

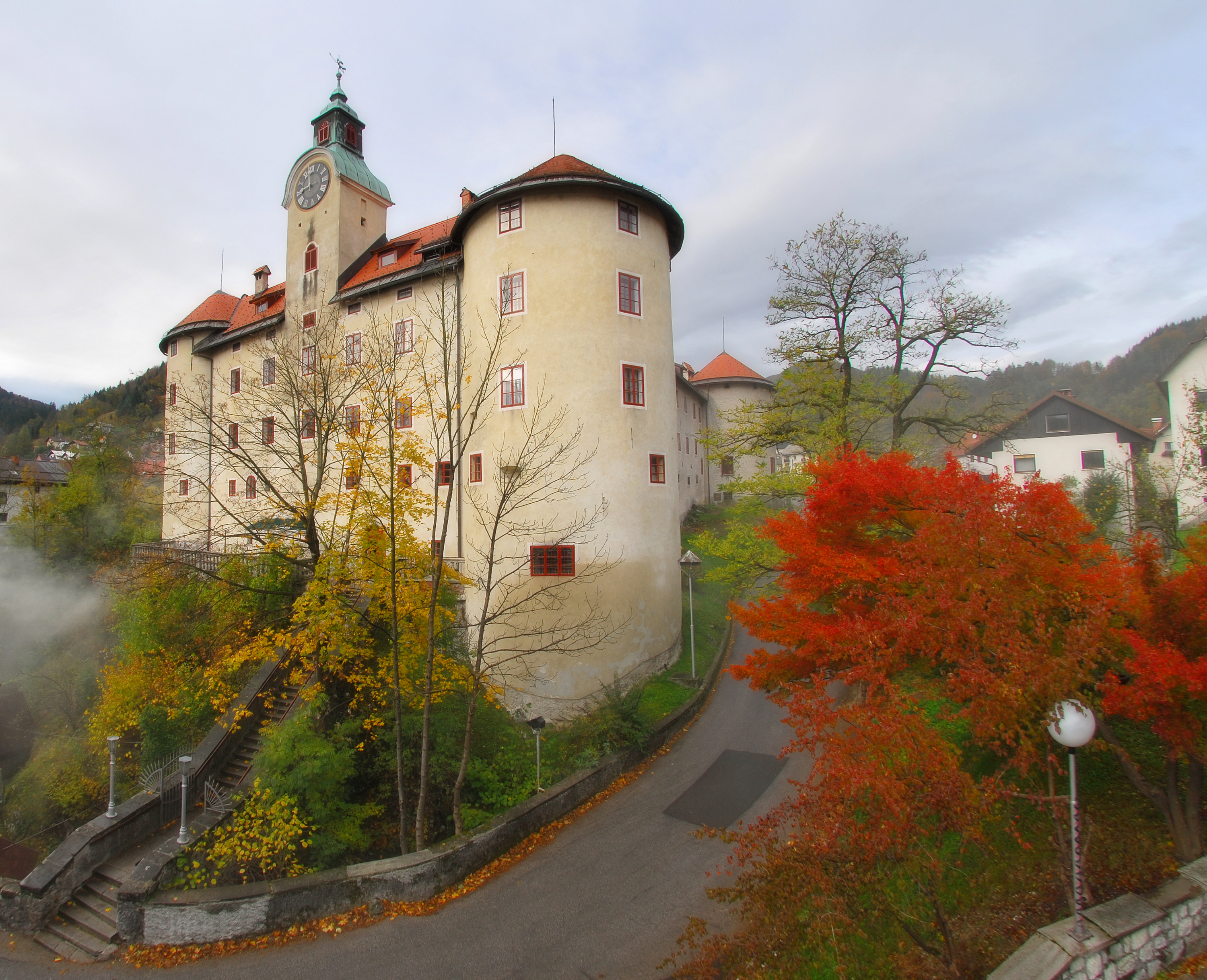
Замок

  - самый старый вход в шахту в Идрии и один из старейших в Европе.[9] Назван был в честь святого Антония Падуанского, защитника от стихийних бедств. С 1994 переустроен для туристических осмотров. Шахтёры начали копать штольню в 1500 году. 300-метровую штольню шахтёры использовали почти 500 лет для входа и выхода из шахты. В конце 18 века была в нём поставлена часовня Святой Троицы, а несколько лет позже были добавлены ещё изображения святой Варвары и святого Акакия, которые являлись покровителями идрийских шахтёров. В 1994 году Антониев ров был открыт для туристического осмотра.[10] В штольне представлены ручное копание, нагрузка и транспорт руды. Представлен также рудничный гном Брекмандлц, который по легенде появлялся перед шахтёрами, помогал им а иногда и мешал.
- Замок Геверкенег — построен в XVI веке для администрации шахты и складирования ртути. Сегодня в нём находится городской музей, который в 1997 году был признан лучшим европейским музеем промышленного и технического наследия[11].
- Здание бывшей начальной школы было после возведения в 1876 году одно из самых больших школьных зданий на территории Словении. Сегодня в нём находится школа плетения кружева и постоянная экспозиция идрийского кружева.
- Первое словенское реальное училище, сегодня Гимназия имени Юрия Веги — первая средняя школа с обучением на словенском языке на территории сегодняшней Словении[12].
- Идрийская камшт (1790) — самое большое водяное колесо в Европе. Оно приводило в движение насос, вычерпывающий воду из шахты.
- Дом шахтёра из второй половины 18 века представляет типичное жилище бывших шахтёрских семей.
- Вход в штольню Франчишке- где теперь находится технический отдел городского музея Идрии и где выставлены шахтёрские станки и приборы с конца 19. века.
- «Магазин», построен в 1769 году, являлся шахтёрским складом, где хранили зерно и раздавали его шахтёрам.
- Здание театра, построенное в то же время что и «Магазин», известное как самое старое здание для театральной деятельности на территории Словении[13]. В настоящее время оно перестроено в кинотеатр.
- Ратуша, построенная в стиле сецессиона в 1898 году. На 500-летие шахты и города местные художники украсили её преддверие и конференц-зал в технике сграффито.
- Церковь Святой Троицы, самая старая церковь в Идрии, построена в 1500 году на месте, где местный крестьянин в 1490 нашёл ртуть.

### Юнеско

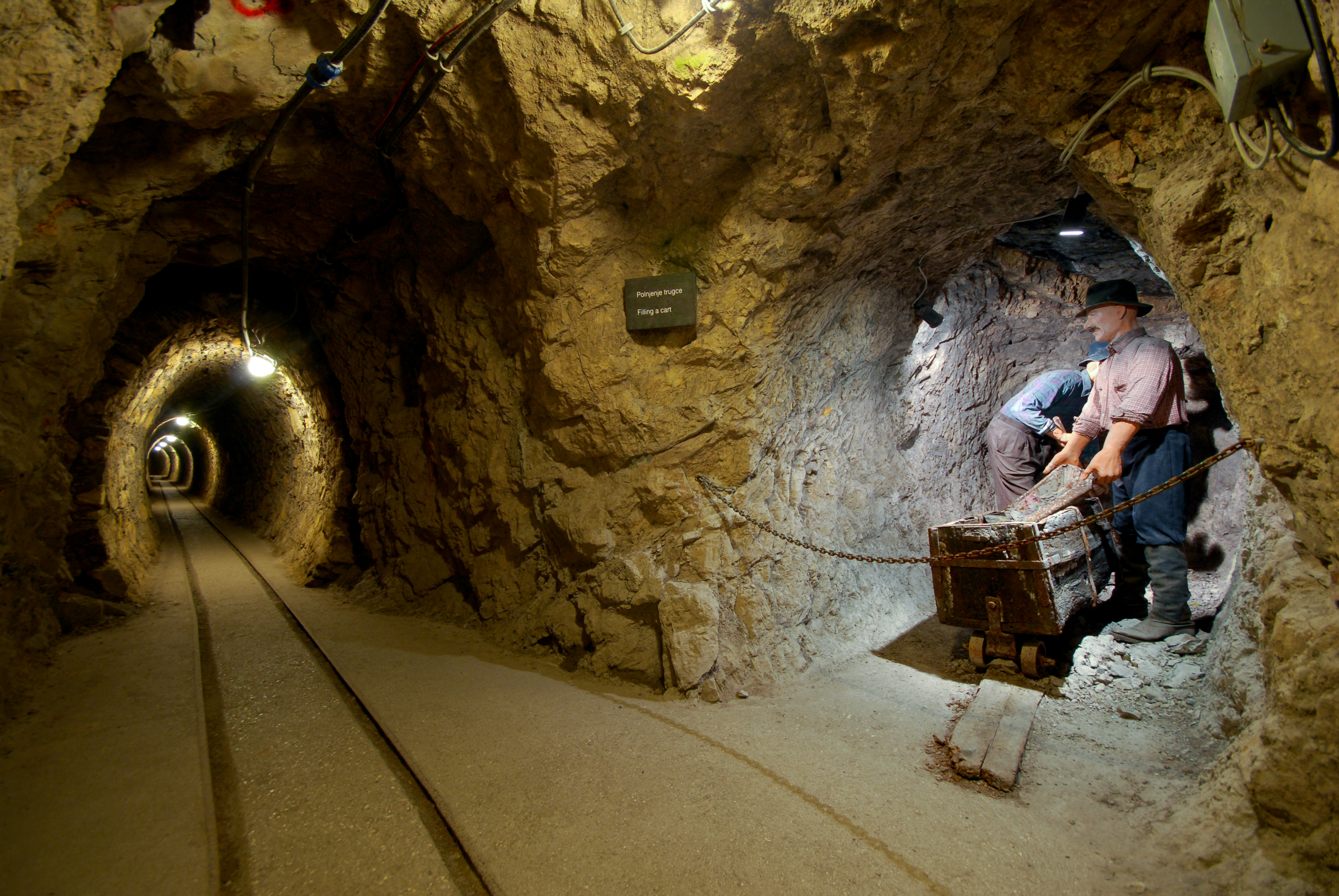
Бывшая шахта

В 2012 году Комитет Всемирного наследия на конференции в Санкт-Петербурге добавил в Список Всемирного наследия ЮНЕСКО номинацию Словении и Испании «Наследие ртути: Альмаден и Идрия». Это техническое наследие, связано с рудными месторождениями в двух шахтёрских городах в Альмадене и Идрии, где ещё недавно действовали две крупнейшие шахты ртути в мире.
Ртуть из этих шахт использовалась для амальгамации в южноамериканских шахтах серебра и золота.
В Список добавлено наследие из Идрии, которое включает в себя: Антониев ров, замок Геверкенегг, штольню Франчишке, камшт, плавильню, клавже, зернохранилище и театральное здание, дом шахтёра, старый городской центр.